# Baile (socken i Kina)
Baile (kinesiska: 百乐乡, 百乐) är en socken i Kina. Den ligger i den autonoma regionen Guangxi, i den södra delen av landet, omkring 310 kilometer nordväst om regionhuvudstaden Nanning. Antalet invånare är 11222. Befolkningen består av 5 407 kvinnor och 5 815 män. Barn under 15 år utgör 27,0 %, vuxna 15-64 år 64 %, och äldre över 65 år 7,0 %.
Genomsnittlig årsnederbörd är 1 407 millimeter. Den regnigaste månaden är juni, med i genomsnitt 310 mm nederbörd, och den torraste är februari, med 20 mm nederbörd.